# Halloweentown High
Halloweentown High er en amerikansk film produceret for Disney Channel i 2004. 
Filmen er den tredje i en serie på fire.